# Букошек
Букошек (словен. Bukošek) је насељено место у општини Брежице, Посавска регија, Словенија.

## Историја
До територијалне реорганизације у Словенији био је у саставу старе општине Брежице.

## Становништво
У попису становништва из 2011. године, Букошек је имао 306 становника.
| Број становника према пописима | Број становника према пописима | Број становника према пописима |
| ------------------------------ | ------------------------------ | ------------------------------ |
| 1991                           | 2002                           | 2011                           |
| 288                            | 271                            | 306                            |